# Ariston (Platon)
Ariston (Ἀρίστων Arístōn, auch Ariston von Athen oder Ariston von Kollytos genannt; * vermutlich um 470/460 v. Chr.; † um 424 v. Chr.) war der Vater des Philosophen Platon.

## Herkunft und Familienverhältnisse
Ariston stammte aus einer vornehmen, wohlhabenden Familie Athens. Er betrachtete sich als Nachkomme des Kodros, eines mythischen Königs von Athen. Sein Vater hieß Aristokles; einer seiner Vorfahren, der ebenfalls den Namen Aristokles trug, war schon 605/604 v. Chr. eponymer Archon gewesen, hatte also das höchste Staatsamt bekleidet. Ariston selbst scheint jedoch in der athenischen Politik seiner Zeit keine Rolle gespielt zu haben.
Um 432 heiratete Ariston Periktione, die ebenfalls einer vornehmen Familie Athens entstammte. Zu ihren Vorfahren zählten die eponymen Archonten Dropides (I.), der 645/644 amtierte, und Dropides (II.), der das Amt wohl 593/592 ausübte.
Der Philosophiehistoriker Diogenes Laertios berichtet in seiner Beschreibung von Platons Leben mit Berufung auf Favorinos, Ariston habe zu den athenischen Kleruchen (Siedlern) gehört, die auf die südlich von Attika gelegene Insel Aigina entsandt wurden. Dieser Überlieferung zufolge wurde Platon auf Aigina geboren. Später seien die Kleruchen jedoch von den Spartanern von dort vertrieben worden, und so sei Ariston nach Athen zurückgekehrt. Auch die Prolegomena zur Philosophie Platons, ein anonym überliefertes spätantikes Werk, dessen unbekannter Autor zur Schulrichtung Olympiodoros’ des Jüngeren zählt, berichten von der angeblichen Geburt auf Aigina. Tatsächlich haben die Athener im Jahr 431 die Bewohner Aiginas zur Auswanderung gezwungen und dort Kleruchen angesiedelt. Zu einer Vertreibung der athenischen Siedler durch die Spartaner ist es aber zu Aristons Lebzeiten nicht gekommen; sie erfolgte erst 411. Somit ist der Bericht zumindest hinsichtlich der Vertreibung unzutreffend. Außerdem war Ariston wohlhabend; eine Auswanderung nach Aigina ist nur im Falle einer vorübergehenden Verarmung plausibel. Die Glaubwürdigkeit der Nachricht ist somit zweifelhaft. Allerdings ist nicht auszuschließen, dass Ariston zeitweilig auf Aigina lebte. Sicher ist nur, dass Platon in Athen aufwuchs. Der dortige Wohnsitz der Familie befand sich im zentral gelegenen Stadtteil Kollytos westlich und südlich der Akropolis.
Aus der Ehe von Ariston und Periktione gingen neben Platon die Söhne Adeimantos und Glaukon sowie eine Tochter namens Potone hervor. Potones Sohn Speusippos wurde Platons Nachfolger als Scholarch (Leiter) der Platonischen Akademie.
Ariston starb bereits um 424, als Platon noch ein etwa vierjähriges Kind war. Seine Witwe Periktione schloss bald danach eine zweite Ehe mit dem ebenfalls verwitweten Pyrilampes, der damit zum Stiefvater der Kinder Aristons wurde. Diese lebten nun mit ihrem älteren Stiefbruder Demos zusammen, einem Sohn des Pyrilampes aus erster Ehe, und wuchsen mit ihrem Halbbruder Antiphon auf, dem Sohn des Pyrilampes und der Periktione.

## Legende
Nach einer in der Antike verbreiteten Legende, die schon bald nach Platons Tod erzählt wurde, war Platon nur scheinbar Aristons Sohn; es hieß, in Wirklichkeit habe ihn der Gott Apollon gezeugt. Nach den unterschiedlichen Versionen der Legende hat Apollon Ariston zeitweilig am geschlechtlichen Umgang mit Periktione gehindert und ihm diesen für den betreffenden Zeitraum ausdrücklich untersagt, oder Ariston hat aus einer Erscheinung des Gottes eine entsprechende Folgerung gezogen. Diogenes Laertios nennt drei Autoren, darunter Speusippos, welche die Legende in ihren heute verlorenen Werken erwähnten. Er behauptet aber nicht, diese Autoren hätten sich für die buchstäbliche Wahrheit der Behauptung verbürgt; besonders dem gut informierten Speusippos, der ältesten Quelle, ist ein allegorisches Verständnis der Legende zu unterstellen (Betonung eines lebenslangen besonderen Verhältnisses Platons zu Apollon).